# Bačevina
Bačevina (cyr. Бачевина) – wieś w Serbii, w okręgu jablanickim, w gminie Lebane. W 2011 roku liczyła 138 mieszkańców.